# Szczucin
Szczucin là một thị trấn thuộc huyện Dąbrowski, tỉnh Małopolskie ở nam Ba Lan. Thị trấn có diện tích 7 km². Đến ngày 1 tháng 1 năm 2011, dân số của thị trấn là 4247 người và mật độ 620 người/km².